# Ройо, Луис
Луис Ройо (исп. Luis Royo, 20 мая 1954, Оллала, Теруэль, Испания) — испанский художник, работающий в жанре фантастики. Автор обложек фантастических книг, музыкальных альбомов, комиксов. Лауреат премии «Странник» 2002 года.

## Биография
Ройо родился в городе Оллала, Испания в 1954 году. Окончил школу дизайна в г. Сарагоса по специальности дизайнер интерьеров. Параллельно занялся живописью, с середины 70-х участвуя в профессиональных выставках. В 1981 году Луис начал работать в Heavy Metal Magazine, рисуя комиксы. С 1983 работает как иллюстратор для книжных и журнальных обложек, переезжая по Европе и Америке. Наиболее известными работами Ройо стали изображения обнаженных женщин в фантастических антуражах, иногда с оружием. Этот стиль роднит его с Борисом Вальехо и Фрэнком Фразеттой. Собственное творчество Ройо оказало влияние на ряд современных художников, среди которых можно назвать Викторию Франсес.
Луис выступил художником-аниматором мультфильма Тяжёлый Металл, а также оформителем обложки компьютерной игры Heavy metal f.a.k.k. 2.

## Творчество

### Альбомы
- Anthologie Luis Royo Band 1: (von 4) Comics 1979—1982 (Комикс)
- Anthologie Luis Royo Band 2: (von 4) Comics 1981—1983 (Комикс)
- Women (1992)
- Malefic (1994)
- Secrets (1996)
- III Millennium (1998)
- Dreams (1999)
- Prohibited Book (1999)
- Evolution (2001)
- Prohibited Book II (2001)
- Conceptions (2002)
- Visions (2003)
- Prohibited Book III (2003)
- Art Fantastix Platinum. The Art of Luis Royo
- Conceptions II (2003)
- Prohibited Sketchbook (2004)
- The Labyrinth Tarot (2004)
- Conceptions III (2005)
- Subversive Beauty (2006)
- Wild Sketches (2006)
- Dark Labyrinth (2006)
- Wild Sketches II (2007)
- Dome (2007)
- Fantastic Art (2004)(Сборник)
- Wild Sketches III (2008)
- Dead Moon (2009)
- Dead Moon. Epilogue (2009)
- Malefic Time. Apocalipse (2011)
- Malefic Time. Le 110 katane (2014)
- Malefic Time: Akelarre (2016 )
- Projects - Goddesses (2019)
- Projects - Custom Made (2019)

### Портфолио
- Warm Winds (1996)
- III Millenuim (1998)
- Striptease (2000)
- Tattoos (2000)
- Chains (2003)
- Prohibited Sex (2003)
- Subversive Beauty Tattoo & Piersing (2005)
- Dead Moon. Portfolio (2009)
- Dead Moon. Epilogue. Portfolio (2009)